# Marcin Miemiec
Marcin Miemiec – polski sędzia, dr hab. nauk prawnych, profesor nadzwyczajny Instytutu Nauk Administracyjnych Wydziału Prawa, Administracji i Ekonomii Uniwersytetu Wrocławskiego.

## Życiorys
4 lutego 2008 habilitował się na podstawie oceny dorobku naukowego i pracy zatytułowanej Gmina w systemie administracji publicznej Republiki Federalnej Niemiec. Został zatrudniony na stanowisku profesora nadzwyczajnego w Instytucie Nauk Administracyjnych na Wydziale Prawa, Administracji i Ekonomii Uniwersytetu Wrocławskiego, oraz pełnił funkcję sędziego w Wojewódzkim sądzie administracyjnym we Wrocławiu. Zasiada w Kolegium Redakcyjnym dwumiesięcznika Nowe Zeszyty Samorządowe.
Jest laureatem nagród Rektora UWr. za działalność naukową i organizacyjną

## Publikacje
- 1988: Organy wykonawcze i zarządzające rad narodowych[2]
- 1995: Udostępnianie protokołów z posiedzeń Zarządu Miejskiego radnemu Rady Miejskiej[2]
- 2002: Finansowanie z budżetu gminy szkoły publicznej prowadzonej przez osobę prywatną[2]
- 2002: Opłaty za koordynację rozkładów jazdy przez zarząd województwa[2]
- 2010: Nadzór regionalnych izb obrachunkowych nad działalnością samorządu terytorialnego w sferze budżetowej[2]
- 2017: Administracja podatkowa w Republice Federalnej Niemiec[2]
- 2018: Organizacja oraz finansowanie publicznego radia i telewizji w Republice Federalnej Niemiec[2]